# نوین (لس آنجلس)
نوین محله‌ای در جنوب لس آنجلس، کالیفرنیا است. این منطقه از خیابان و مدرسه‌ای به همین نام تشکیل شده‌است. این محله توسط بلوار واشینگتن، خیابان آلامدا، خیابان ورنون و خیابان هوپر احاطه شده‌است. نوین ماهیتی صنعتی و طبقه کارگری دارد و بیشتر خانه‌ها آپارتمانی یا محل سکونت چند خانواده است. این محله یکی از فقیرترین و پرجمعیت‌ترین مناطق لس آنجلس است. اگرچه این محله، مانند بقیه محلات جنوب شرقی ایالت جنوبی، زمانی بیشتر ساکنان آفریقایی-آمریکایی را در خود جای داده بود، اما امروزه عمده جمعیت آن در درجه اول اسپانیایی‌تبار و سایر اقوام هستند. کد پستی نوین ۹۰۰۱۱ و ۹۰۰۵۸ است. محله فوق به عنوان یک مکان پرجمعیت توسط سازمان زمین‌شناسی ایالات متحده ذکر شده‌است.